# I-divisioona 1974/75
Die Saison 1974/75 war die erste Spielzeit der I-divisioona, der zweithöchsten finnischen Eishockeyspielklasse. Vaasan Sport und FoPS Forssa stiegen in die neu gegründete SM-liiga auf.

## Modus
In der Hauptrunde absolvierte jede der acht Mannschaften insgesamt 28 Spiele. Die beiden Erstplatzierten stiegen in die SM-liiga auf. Für einen Sieg erhielt jede Mannschaft zwei Punkte, bei einem Unentschieden gab es einen Punkt und bei einer Niederlage null Punkte.

## Hauptrunde

### Tabelle
|    | Klub             | Sp | S  | U | N  | Tore    | Punkte |
| -- | ---------------- | -- | -- | - | -- | ------- | ------ |
| 1. | Vaasan Sport     | 28 | 23 | 0 | 5  | 188:94  | 46     |
| 2. | FoPS Forssa      | 28 | 20 | 2 | 6  | 179:100 | 42     |
| 3. | HPK Hämeenlinna  | 28 | 14 | 2 | 12 | 135:132 | 30     |
| 4. | PiTa Helsinki    | 28 | 11 | 3 | 14 | 117:117 | 25     |
| 5. | Kärpät Oulu      | 28 | 12 | 1 | 15 | 130:158 | 25     |
| 6. | KooKoo           | 28 | 9  | 5 | 14 | 113:134 | 23     |
| 7. | SaPKo Savonlinna | 28 | 10 | 3 | 15 | 92:141  | 23     |
| 8. | JYP Jyväskylä    | 28 | 3  | 4 | 21 | 116:194 | 10     |

Sp = Spiele, S = Siege, U = Unentschieden, N = Niederlagen